# Amboy (Indiana)
Amboy – miasto w Stanach Zjednoczonych, w stanie Indiana, w hrabstwie Miami.